# Xã Hallet, Quận Hodgeman, Kansas
Xã Hallet (tiếng Anh: Hallet Township) là một xã thuộc quận Hodgeman, tiểu bang Kansas, Hoa Kỳ. Năm 2010, dân số của xã này là 58 người.